# Voix de la Haute-Marne
La Voix de la Haute-Marne est un journal hebdomadaire français basé à Chaumont. Avec Le Journal de la Haute-Marne, il couvre toute l'actualité du département de la Haute-Marne. Deux journalistes, ainsi que des correspondants locaux de presse, couvrent les arrondissements de Langres, Chaumont et Saint-Dizier. Il paraît tous les vendredis.

## Historique
La Croix de la Haute-Marne est née en 1888. Cette publication était à ses débuts un supplément du quotidien national La Croix, édité par le groupe de presse Bayard. Depuis, elle est toujours parue, hors 5 années pendant la Seconde Guerre mondiale. Elle a donc repris son ancien nom lors de la libération. En février 2010, La Croix de la Haute-Marne est devenue La Voix de la Haute-Marne. Depuis 1888, le journal a bien évolué : des sujets politique, de société, économique et loisirs sont depuis traités. Mais la ligne éditoriale avec des valeurs chrétiennes demeure toujours. Au printemps 2015, la rédaction déménage de Langres à Chaumont.
Le 31 août 2016, le groupe HCR (Hebdomadaires catholiques régionaux) éditeur de La Voix de la Haute-Marne, jusque-là propriété des diocèses de Belley-Ars, Langres, Valence et Viviers, est cédé, pour l'euro symbolique, à une holding composée paritairement de Sogemedia et de La Manche libre.